# Sultanes de Filipinas
Los Sultanes Musulmanes de Filipinas, hasta la fecha persisten de forma ancestral, cultural y hereditaria en algunas comunidades islámicas residentes al suroeste del país, sobre todo en las islas de Joló, Mindanao y Sulu. Son así aún denominados bajo un título, a los gobiernos locales como patriarcales que están encabezados por un jefe de modo honorífico. A la llegada de los conquistadores españoles al archipiélago, los moros, los musulmanes de Filipinas del sur, se convirtieron al islam y durante los siglos XV y XVI. Además eran considerados buenos guerreros, en las que desarrollaron como parte cultural de las artes marciales filipinas, para los moros estaban bajo las órdenes de estos sultanes de como los de Sulu y Mindanao, quienes eran líderes militares y religiosos a la vez. 
- Hablan principalmente:
  - Árabe peninsular y Inglés filipino

## Sultanes de Filipinas
A continuación estos son algunos de los sultanes de Filipinas:
- Dipatuan Kudarat, actualmente lleva su nombre el municipio de Sultan Kudarat en la provincia de Shariff Kabunsuan ubicada al suroeste de la isla de Mindanao en Filipinas.
- Shariff Kabungsuan, descendencia de Dipatuan Kudarat.
- Fernando I Alimudín, sultán de Joló y Sulu.
- Mohammad Jamalul Kiram II, sultán de Sulu.
- Muhamad Harun Narrasid, sultán de Joló, Filipinas.
- Mohamad Diamalul, sultán de Joló.
- Alimudín, sultán de Joló.
- Muhamad Almudin
- Mahamad Pulalon
- Kamión Moner
- Lucman Rashid
- Cachit Corralat
- Pauglima Sayasí
- Esmail Kiram
- Esmail Kiram II
- Esmail Kiram III
- Jamalul D. Kiram III
- Ismael Kiram
- Fuad Abdullah Kiram I (Es el hermano menor del sultán Mohammed Mahakuttah Abdullah Kiram, el último sultán de Sulu reconocido oficialmente por el gobierno filipino. Es el reclamante.)
- Muedzul Lail Tan Kiram (Es el hijo mayor, heredero legítimo y sucesor del difunto Sultan Mohammed Mahakuttah A. Kiram desde 1974 hasta 1986. Fue coronado como el 35º Sultán legítimo y reclamante de Sulu y Borneo del Norte, desde el 16 de septiembre de 2012)[3][4]